# Sanhe (köpinghuvudort i Kina, Jiangsu Sheng, lat 31,88, long 121,12)
Sanhe är en köpinghuvudort i Kina. Den ligger i provinsen Jiangsu, i den östra delen av landet, omkring 220 kilometer öster om provinshuvudstaden Nanjing. Antalet invånare är 29 493. Befolkningen består av 15 776 kvinnor och 13 717 män. Barn under 15 år utgör 9,0 %, vuxna 15-64 år 71 %, och äldre över 65 år 18,0 %.
Runt Sanhe är det tätbefolkat, med 397 invånare per kvadratkilometer. Närmaste större samhälle är Sanchang, 12,0 km öster om Sanhe. Trakten runt Sanhe består till största delen av jordbruksmark.
Genomsnittlig årsnederbörd är 1 510 millimeter. Den regnigaste månaden är augusti, med i genomsnitt 205 mm nederbörd, och den torraste är januari, med 45 mm nederbörd.